# Forn morú

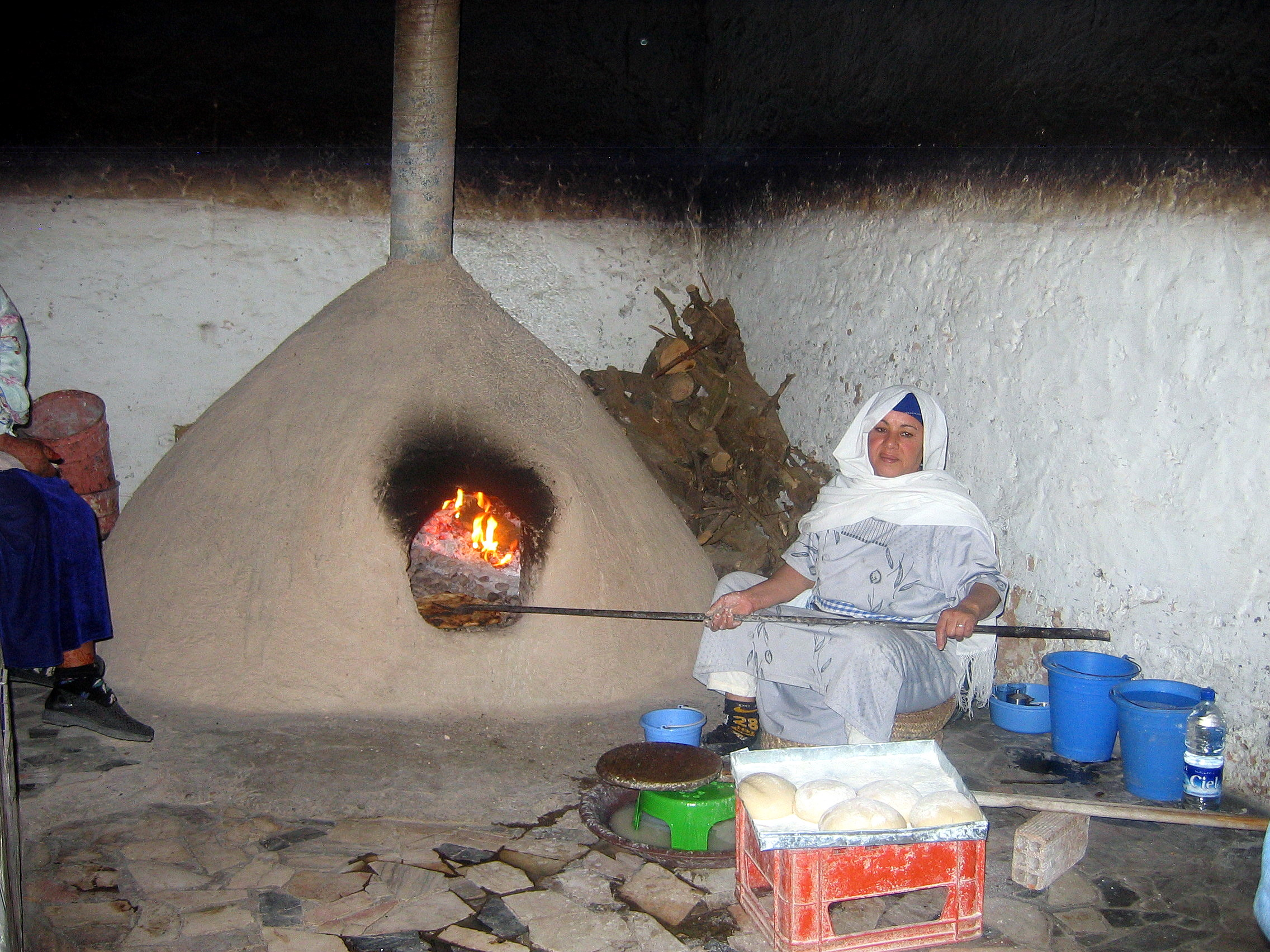
'Forn morú' en una cuina magrebina.

Forn morú és la denominació popular que reben diversos enginys d'origen àrab amb diferents usos, en cuina, terrisseria, fabricació de calç, etc. La denominació "àrab-moruna", tan usada pels terrissaires, és sinònim d'antic i vell, sent els forns àrabs ja anomenats enginys que ja eren usats per romans i pels pobles ibèrics que, naturalment, serien represos més tard pels musulmans.
En tota la Espanya (s'han localitzat restes des de Gibraltar a Guipúscoa, i des de Galícia a les Balears) el tipus de forn morú conegut com a Caleras o forn de calç des del segle xv i esmentat per Antonio de Nebrija, va ser freqüentment utilitzat per a la fabricació de guix amb destinació als paraments dels habitatges humils, molts d'ells, senzilles alqueries de tova i calç; alguns d'aquests forns van romandre actius fins a mitjans del segle xx. En la comunitat de Madrid, per exemple, s'han arribat a localitzar més de cent exemplars.